# Konami
Konami Holding Korporacija koja se obično naziva Konami, je japanska kompanija koja se bavi zabavom i igraonim konglomeratom. Takođe ona radi kao distributer proizvoda (pravi i distribuira kartice za trgovanje, anime, tokusatsu, slot mašine kao i arkadne ormarice), razvijaju video igre i izdavačku kompaniju. Takođe posluje sa klubovima za zdravlje i fizičku aktivnost, kao i fitnes širom Japana.
Konami je poznat po popularnim igrama kao što su Kuikoden, Contra, Dans Revolucija, Metal Gir, Pro Evolution Soccer i serija Silent Hill, Frogger, Gradius i Jugio igra za razmenu karata. Konami je dvadeseta najveća kompanija za igre na svetu po prihodima.
Kompanija je nastala 1969 godine i u početku se vodila kao kompanija za popravku i iznajmljivanje džuboksova u Tionaki, Osaka, Japan, od strane Kagemase Kozukia, koji je ostao predsednik kompanije. Ime Konami je konjukcija tri imena, a to su Kagemasa Kozuki, Jošinobu Nakama i Tatsuo Miasako.
Trenutno šediste kompanije je u Tokiju. U Sjedinjenim Državama, Konami upravlja poslovima vezanim za video igre iz kancelarije u El Segundu, u Kalifiorniji, a poslove vezane za igre na sreću vodi iz kancelarije u Paradajzu, Nevadi. Njene australijske igre na sreću se nalaze u Sidneju. Od marta 2016 godine kompanija poseduje dvadeset i jednu konsolidovanu filijalu širom sveta.

## Istorija
Kompanija je osnovana 21. marta 1969. godine, a zvanično je osnovana 19. март 1973. pod imenom Konami Industrija Ko. Osnivač i aktuelni predsednik kompanije Kagemasa Kozuki, ranije je obavljao posao iznajmlivanja i popravke džuboksova u Tionaki, Osaka, pre nego što je preduzeće preokrenuo u proizvodnju zabavnih mašina za video arkade. Njihova prva video igrica objavljena je 1978 godine, a sledeće godine počeli su da izvoze proizvode u Sjednijene Američke Države.
Konami je postigao uspeh sa hitnim arkadnim igrama kao što su Frodžer, Skrambler i Super Kobra iz 1981. godine, od kojih su mnogi licencirani za druge kompanije za izdavanje u američkim državama, uključujući Krilo Elektronika i Gremlin Industries. Oni su konačno osnovali svoju američku filijalu Konami Amerika, ink. 1982. godine. Tokom ovog perioda Konami je počeo širiti svoje poslovanje video igrica na domaćem potrošačkom tržištu nakon što je kratko izdao video igre za Atari 2600 1982. za SAD tržište.
Kompanija će izdati brojne igre za MSKS kućni računarski standard 1983. godine, a zatim Nintendo Zabavni Sistem 1985. Tokom ovog perioda na obe platforme su osnovane brojne Konami franšize, kao i arkade, kao što su Gradius, Castlevania, TwinBee, Ganbare Goemon, Kontra i Metal Gir. Zbog uspeha svojih NES igara, Konamijeve zarade su porasle sa 10 miliona dolara u 1987. pa na 300 miliona dolara 1991.
U junu 1991. godine, Konamievo pravno ime je promenjeno u Konami Ko., Ltd. (ko na mi zhū shì huì shè Konami Kabušiki Gaiša), a njihovo sedište se kasnije preselilo u Minato, u Tokiju u aprilu 1993. Kompanija je počela da podržava 16-bitne konzole za video igrice tokom ovog period, počevši od Super NES-a 1990. godine, nakon čega je sledio PC Motor 1991 i Sega Geneza 1992. godine. Kompanija je takođe započela širenje u poslovanje pachinko i pachislot 1992. godine formiranjem Konami Salon Zabave.
Nakon lansiranja Sega Saturn i PlayStation 1994. godine, Konami je postao poslovna divizija sa formiranjem različitih zavisnih preduzeća Konami Kompijuterska Zabava (KCE), počevši od KCE Tokio i KCE Osaka (koja će kasnije biti poznata kao KCE Studio) u aprilu 1995, a potom KCE Japan (kasnije poznat kao Kođima Produkcija) u aprilu 1996.
Svaka zavisna kuća KCE-a bi završila stvaranje različitih intelektualnih svojstava poput serije Silent Hill KCE Tokio i Metal Gear Solid serije KCE Japan (oživljavanje serije Metal Gir na MSKS). Godine 1997. Konami je započeo proizvodnju ritamskih igara za arkade pod brendom Bemani i razdvojio se u poslovanje s kolekcionarnim kartama sa lansiranjem Ju-Gi-O! Igara za razmenu karata.
U julu 2000, legalno ime engleskog imena je ponovo promenjeno u Konami korporaciju, međutim, japansko pravno ime je ostalo isto. Kako je kompanija prešla u razvoj video igrice za konzole šeste generacije, oni su se takođe razvili u zdravlje i fitnes biznis uz preuzimanje kompanije Pipl Ko., Ltd i Daiei Olimpik Sportski Klub, Ink., koji su postali zajednistvo Konamija.
Konami je u avgustu 2001. godine uložio u drugu izradu video igrica, Hadson Soft, koji je postao konsolidovana filijala nakon što je Konami prihvatio nove treće strane koje su im izdali. U martu 2006, Konami je spojio sve svoje divizije za razvoj video igrica u novu podružnicu poznatu kao Konami Digitalna Zabava Ko. (KDE za kratko), pošto je matična kompanija postala čista holding kompanija. Njihov štab bi ponovo bio preseljen, ovaj put u štab je prebačen u Minato, Tokio, 2007.
Apsorpcija Hudson Soft u 2012. rezultirala je dodavanjem nekoliko drugih franšiza uključujući: Ostrvske Avanture, Bonk, Krvavi Urlik, Bomberman, Daleki Istok od Raja i Zvezdani Vojnik.
U Aprilu 2015 godine, Konami se isključio sa berze u Njujorku nakon raspada svoje filijale Kođima Produkcije. U prevedenom intervjuu sa Nikkei Trendi Netom objavljenim narednog meseca, novoimenovanog CEO Konami Digital Entertainment, Hideki Haiakava najavio je da će Konami neko vreme preusmeriti fokus na mobilne igre, tvrdeći da je „Mobilne igre budućnost”.
Trgovački naziv kompanije promenjen je iz Konami korporacije u Konami Holding Korporacija tokom istog meseca. U 2016. godini, Konami je spojio Konami Salon Zabave u Konami Zabava Ko., Ltd. (njihova arkadna podela).
Godine 2017 Konami će javno objaviti da će oživeti neke od drugih poznatih naslova video igara kompanije nakon uspeha kao što je Nintendo Super Bomberman R.

## Struktura korporacije

### Japan
Konami Holding Korporacije
- Konami Digitalna Zabava Ko., Ltd.
- Konami Sport & Život Ko., Ltd.
- Konami Zabava Ko., Ltd.
- Konami Nekretnina, Ink.
- KPE, Ink.
- Konami Manufaktura I Servis, Ink.
- Konami Servisni objekat, Ink.
- KME Ko., Ltd.
- Takasago Električna Industrija Ko., Ltd

### Australia
- Konami Australia Pti Ltd (osnovana 1996)

### Amerika
- Konami Korporacija Amerike: Trenutna američka holding kompanija.
- Konami Digitalna Zabava, ink .: Bivša američka holding kompanija, ranije Konami Amerika ink., Konami Američka Korporacija. Konami korporacija Redvood Citi, Kalifornija, 13. oktobra 2003. godine objavila je da je proširila svoje poslovanje u El Segundo, Kalifornija pod novim imenom Konami Digitalna Zabava, ink. Redvood Citi operacija je od tada bila konsolidovana u El Segundo 2007.
- Konami Igre, ink. u Paradajz, Nevada.

### Evropa
- Konami Digitalna Zabava BV: trenutna evropska holding kompanija.
- Konami Digitalna Zabava GmbH: Bivša holding kompanija Europe, koja je ranije bila Konami Korporacija, Konami Korporacija Evrope BV.
- 31. marta 2003. godine Konami Evropa je najavila da će na početku Konami-ove nove finansijske godine preimenovati u Konami Digitalna Zabava GmbH (2003- 04-01).

### Azija
- Konami Digitalna Zabava Ograničeno : Osnovana 1994-09 kao Konami (Hong Kong) Ograničen. Korejski i Singapurski delovii su osnovani 2000-10. Godine.
- U 2001 godini kompanija je promienila ime u Konami Marketing (AZIJA) Ltd. Kompanija je preimenovana u Konami Digitalna Zabava Ograničeno.
- Konami[2] Softver Šangai, ink: Osnovana juna 2000.
- Konami Digitalna Zabava Ko. (: proizvođač i distributer igara iz Južne Koreje, originalno osnovan kao korejski ogranak Konami Digitalna Zabava Ograničen.
- 2008-05-01 postala je odvojena kompanija i nasledila postojeće operacije bivše korejske filijale u periodu 2008-06. Konami korporacija je 7. novembra 2005. zvanično najavila prestrukturiranje korporacije Konami u holding kompaniju, premeštanjem svog segmenta japanske digitalne zabave u korporaciji Konami. Digitalna Biznis Zabava bi postao Konami Digitalna Zabava Ko., Ltd. Novoosnovano preduzeće Konami Korporacija je trebalo da počne sa radom 31. marta 2006.

### Konami Digitalna Zabava
Konami Digitalna Zabava Ko. je Konamijeva Japanska kompanija koja je razvijena i objavljena u oblasti video-igaar, osnovana je31 marta 2006 godine. Pre nego što je Konami korporacija formalno promenjena u holding kompaniju 2006. godine, formirani su različiti oblici kompanija Konami Digitalna Zabava kao holding kompanija ili izdavač. Poslednja kompanija, Japanska Konami Digitalna Zabava Ko., Ltd., odvojila se od Konami Korporacije tokom procesa restruktuiranja holding kompanija.

#### Podruženice
- Konami Digitalna Zabava Ko., Ltd.: Japanska divizija, osnovana 2006-03-31.
- Konami Digitalna Zabava, ink .: Severnoamerička divizija, osnovana 2003-10-13.
- Konami Digitalna Zabava GmbH: Evropska divizija, osnovana 2003-04-01.
- Konami Digitalna Zabava Ograničeno: divizija Hong Kong. Osnovana u septembru 1994. godine kao Konami (Hong Kong Ograničeno. Marta 2006, preimenovan je u Konami Digitalna Zabava Ograničeno.
- KME Ko., Ltd (KME Korporacija): muzička divizija osnovana 2010-10-01.

### Bivše Podruženice
Konami Kompijuerska Zabava Nagоја, ink. (KCEN), osnovana 1. oktobra 1996] raskinula je ugovor zajedno sa Konami Kompijuerskom Zabavom Kobe, ink. (KCEK) u decembru 2002. Konami Korporacija je najaviila Konami Onlajn, ink., Konami Onlajn Zabava ink.
Konami Kompijuterska Zabava Japan, ink., Konami Komputer Entertainment Japan, ink Konami Kompijuterska Zabava Japan, ink., koja će stupiti na snagu 1. marta 2005.
Konami Korporacija je 22. februara 2005. najavio da Konami Medijska Zabava, ink. da će se uključuti u Konami Korporaciju, stupio na snagu 1. marta 2005.
Dana 11. marta 2005. godine Konami Korporacija je najavio Konami Traumer, ink da će se spojiti natrag u korporaciju Konami, stupiti na snagu 1. juna 2005.
Konami korporacija objavila je 5. januara 2006. godine spajanje Konami Sportske korporacije ujedinjene sa matičnom kompanijom Konami Sportski Život. Glavni deo je bi bio prepušten spajanju, a Konami Sports bi postao podružnica Konami korporacije u potpunosti u vlasništvu nakon razmene između KC i KS. Nakon razmene akcija, KS bi se preimenovao u Konami Sport I Život Ko., Ltd. Konami Sportska korporacija je 28. februara 2006. godine spojila sa matičnom kompanijom Konami Sport I Život Korporacija i postala Konami Sportska Korporacija.
Dana 21. septembra 2010. godine, Konami Korporacija je objavila da je potpisala ugovor o kupovini korporacije Abilit putem akcije. Nakon transakcije, korporacija Abilit postala je podružnica Konami korporacije u potpunosti u vlasništvu 1. januara 2011.
Dana 1. januara 2011. godine Abilit korporacija je preimenovana u Takasago Električna Industrija Ko., Ltd. Kao deo akvizicije, Biz Podela Korporacija je takođe postala podružnica Konami korporacije.

#### Konami Kompijuterska Zabava Tokio
Konami Kompijuterska Zabava Tokio, (aka KCET, KCE Tokio, Konami TIO i Konami Kompijuterska Zabava Ko., Ltd.) je bivša podružnica Konami Korporacije. Konami je spojio KCET zajedno sa nekoliko drugih svojih podružnica 2005. godine. KCET je bio tadašnji razvijač igara odgovoran za mnoge Konami najznačajnije franšize video igara, uključujući Pro Evolution Soccer/ Vining Eleven, Keslvania, Dans Dans Revolucija, Gradius i Silent Hill .

#### Konami Kompijuterska Zabava Japan
Konami JPN Ltd., bivša kompanija Konami Kompijuterska Zabava Japan (KCEJ), je razvio video igre i podružnicu Konami korporacije, koja se nalazi u Tokiju.
Razvojna kuća je radila na naslovima za različite platforme, od Igra Boi-a do Plej Stejšn-a. KCEJ je podeljen na dva različita razvojna tima, koji se nalaze u dve kancelarije u Tokiju. KCEJ Istok razvio 7 lopatica, kao i broj simpsova za Plej Stejšn, Sega Saturn i Igra Boi. KCEJ Vest je poznat po najprodavanijim Metal Solidne Brzine serijama, kao i Beatmania i Gitarski Frikovi seriji.
Dana 1. aprila 2005. godine, KCEJ (zajedno sa KCET i KCES) se spojio sa matičnom kompanijom. Hideo Kođima (bivši potpredsjednik kompanije) osnovao je svoju vlastitu podružnicu, Kođima Produkcija.

#### Megasajber Korporacija
Dana 2. oktobra 2006, Konami korporacija je objavila da je završila kupovinu mobilnog uređaja za sadržaj Megasajber Korporacije.
Konami Korporacija je 6. februara 2007. najavio da će Megasajber Korporacija će biti spojena sa Konami Digitalna Zabava Ko., Ltd., a Konami Digitalna Zabava Ko., Ltd. je preživela kompanija, stupila na snagu 1. aprila 2007.

### Distribucija Konami igara u Australiju
Pošto je NSZ objavljen u Australiji 1987. godine, Konami je distribuirao Matel Australia, baš kao i NSZ. Godine 1994. kada je Nintendo Ko, Ltd otvorio Nintendo Australia Pti Ltd, Konami proizvodi su distribuirani od strane Nintendo Australija sve dok GT Interaktiv (Infogrames) Australija nije otvoren, kada su preuzeli distribuciju. GT Interaktiv se zatim pretvorio u Infogrames Australia, a zatim u Atari Australia. Početkom novembra objavljeno je da je Konami Evropa dodelio ekskluzivnu distribuciju svojih igara u Australiji kompaniji Crveni Mravi i započeo distribuciju sa njima u februaru 2009. Početkom januara 2009. godine, Crveni Mrav je otišao je u stečaj i potpuno zatvorio kompaniju u maju 2009. Godine. Konami Evropa brzo je ponovo potpisao ugovor sa Atari Australijom nakon objavljivanja njihovog zatvaranja u januaru 2009. godine.

## Video igre
U glavnim nazivima Konami spadaju i Skrambler serije Keslvania, koji se bavi lovom na vampire, seriju Silent Hill, akciju / pucačku Kontra seriju, seriju Ganbare Goemon platforme / avanture, seriju Metal Gir špijunske serije, seriju serija Suikoden, muzički orijentisani Bemani serije (koja uključuje Dans Dans Revolucija, Beatmania IIDKS, GuitarFreaks and DrumMania i Pop i Muzika, između ostalih), Dansing vit Stars, simulacija simulacije Tokimeki Memorial i fudbalska simulacija Pro Evolution Soccer.
Konami je takođe proizveo i svoje arkadne igre kao što su Gradius, Lajf Fors, Tajm Pilot, Giruss, Parodius, Akelai i Bliznakinje. Konami igre zasnovane na licencama za karikature, naročito Batman: Animirani seriji, serije Animeniacs i Tiny Toon Adventures, ali druge američke produkcije poput Simpsonovi, Bucki O'Hare, G.I. Joe, Ks-Men i Gunis i francuski strip Asterisk svi su u nekoj prošlosti videli Konami-a ili na arkadama i konzolama za video igrice.
Nedavne kinematografske franšize iz Konamia su trajna franšiza užasnog preživljavanja Silent Hilla i serija Metal Gir, koja je doživela javnu renesansu sa Metal Gir Solid. Još jedna uspešna franšiza je Vinning Eleven, duhovni nastavak Međunarodnog superstar fudbala, koja je izuzetno popularna u Aziji, Latinskoj Americi, Bliskom istoku i Evropi, gde se prodaje pod imenom Pro Evolušn Soker. I u Japanu, poznata je po izuzetno popularnoj seriji bejzbol serije Jikio Poverful Pro i zonama Enders igara. Kompanija je takođe nedavno pokupila Sav iz Brash Zabava kada je proizvodna produkcija prekinuta zbog finansijskih problema.
Konami je takođe poznat po svojoj šifri, Konami kodu, koji tradicionalno daje mnoge snage u svojim igrama.

## Marketing
Konami je predstavljen brojem „573”. „Pet” na japanskom je otišao, promenjen u bezglasni oblik ko; „7” na japanskom je nana skraćen na na; „3” na japanskom je mittsu, skraćeno mi mi; „573” = ko-na-mi.
Ovaj broj se pojavljuje na mnogim telefonskim brojevima Konami i kao rezultat u Konami igricama kao što je Dance Dance Revolution, (koji takođe predstavlja pesme sa maksimalnom kombinacijom broja) kao primer; u nekim drugim igricama kao što je Keslvania: Davn od Soroja, broj se povremeno koristi kao samopouzdanje kompanije.
Konami je 2003. godine pokrenuo distribuciju zabavnih sadržaja za mobilne telefone kupcima Vodafone-a u 13 evropskih zemalja, uključujući Britaniju, Nemačku i Italiju.

### Filmska produkcija
Konami je 2006. započeo proizvodnju filmova na osnovu svojih popularnih franšiza. Konami je proizveo film Silent Hill (objavljen 2006. godine) i najavio da će proizvoditi Metal Gir Solid film.

## Kritike i kontraverze
Nakon serije kontroverznih poslovnih odluka koje su bile usredsređene na otkazivanje Tihog Brda, postupanje prema svojim zaposlenima i naknadni odlazak dugogodišnjih ključnih ličnosti kao što je Hideo Kođima, tvorac Metal Gir Solid serije; Koji Igarashi, programer, pisac, pomoćnik direktora i producent brojnih serija Castlevania; i Keiičiro Toiama, tvorac serije Silent Hill; Konami je postao predmet intenzivne kritike i kontrole kako od zajednice video igre, tako i sa izdavačima koji objavljuju vesti o video igricama.

### Silent Hill i razvoj otkazivanja konzola za video igre
Silent Hill, koja je postala deveta franšiza Silent Hill, naglo je otkazana u aprilu 2015, bez objašnjenja uprkos kritičnom priznanju i uspehu P.T., igranog dela., Konami se isključio sa Njujorške berze.
Ko-režiser i pisac igre Giljermo del Toro javno je kritikovao poništenje kao da nema nikakvog smisla, i ispitivao šta je on opisao kao „izbačenu zemlju” pristup uklanjanju. Zbog iskustva, del Toro je izjavio da nikada neće raditi na drugoj video igrici.
CEO Konami, Hideki Haiakava, najavio je — sa nekoliko izuzetaka — Konami je prestao da pravi konzolne igre i umesto toga usredsređivao se na platformu za mobilne igrice; odluku koju je kritikovala video igrica. Međutim, menadžer zajednice Konami UK, Graham Dai, negirao je tvrdnje da je izašao iz industrije konzola.

### Kođima Produkcija
Dana 3. marta 2015. godine Konami je najavio da će se fokusirati na pojedinače studije, naročito na Kođima Produkcija. Unutrašnji izvori tvrde da je restrukturacija bila usled sukoba između Hideo Kođima i Konamia. Pozivi na Hideo Kođima uskoro su oduzeti od marketinškog materijala, a Kođimova pozicija izvršnog potpredsednika Konami Digitalna Zabava uklonjena je sa zvaničnog lista rukovodilaca kompanije.
Kasnije te godine, pravno odeljenje Konamija zabranilo je Hideo Kođimi da prihvati najbolju akciju za svoje delo na Metal Gir Solid V: Fantom bola na Dodeli nagrada za igre. Kada je najavljen tokom događaja, publika je uzburkala zbog neodobravanja Konamijevih akcija. Domaćin Geof Kigl je izrazio svoje razočarenje u Konamijevim akcijama. Nakon što je glumac Kiefer Saterlend prihvatio nagradu na Kojiminoj poziciji, hir je igrao Kuiet's temu iz Fantom bola kao poklon odsutnom Kođimi. Kođima je nekoliko dana kasnije napustio Konami i ponovo otvario Kođima Produkciju kao nezavisnu kompaniju.

#### Metal Gir Solid V
Kompanija je bila široko kritikovana zbog distribucije izdanja Metal Gir Solid V: Fantomska Bol sa diskom koji poseduje 8 MB Stim instalatera, ostavljajući igraču da preuzme 28 GB sadržaja igre.

#### Tretiranje zaposlenih i bivših radnika
U avgustu 2015. Nikkei je kritikovao Konami zbog neetičnog postupanja prema zaposlenima.U junu 2017. godine, Nikkei je dalje izveštavao o Konamijevim kontinuiranim sukobima sa Kođima Produkcij-om, sprečavajući aplikaciju za zdravstveno osiguranje studija, kao i Konami-jeve akcije u otežavanju bivših zaposlenih da dobiju buduća posao.

## Spoljašnje veze
- Zvanični sajt Konami
- Konami Holding Korporacija